# Танрыкуловский сельсовет
Танрыку́ловский сельсове́т — упразднённые административно-территориальная единица и сельское поселение в Альменевском районе Курганской области.
Административный центр — село Танрыкулово.
Законом Курганской области от 29.06.2021 № 72 к 9 июля 2021 года сельсовет упразднён в связи с преобразованием муниципального района в муниципальный округ.

## История
Образован в 1919 году в Катайской волости Челябинского уезда.
20 марта 1919 года Танрыкуловский сельсовет вошёл во вновь образованный Яланский кантон Автономной Башкирской Советской Республики.
14 июня 1922 года Яланский кантон упразднён, территория возвращена в состав Челябинского уезда Челябинской губернии.
Постановлениями ВЦИК от 3 и 12 ноября 1923 года в составе Челябинского округа Уральской области РСФСР образован Катайский район (центр района д. Танрыкулово).
Постановлением ВЦИК от 30 ноября 1926 года центр района перенесён из с. Танрыкулово в с. Альменево.
Постановлением ВЦИК от 20 апреля 1930 года, Катайский район объединён с Яланским районом в один Ялано-Катайский район (центр района с. Сафакулево).
Постановлением ВЦИК от 17 января 1934 года Уральская область упразднена, Ялано-Катайский район вошёл во вновь образованную Челябинскую область.
Указами Президиума Верховного Совета РСФСР от 12 ноября и 17 декабря 1940 года Ялано-Катайский район разделён на Альменевский и Сафакулевский районы. Танрыкуловский сельсовет вошёл в состав Альменевского района.
Указом Президиума Верховного Совета СССР от 6 февраля 1943 года образована Курганская область. Альменевский район вошёл в её состав.
Решением Курганского облисполкома № 407 от 16 июля 1954 года д. Батырбай перечислена из Танрыкуловского сельсовета в состав Иванковского сельсовета; д. Сулейманово и п. ф. № 6 Катайского совхоза перечислены из Искандеровского сельсовета в состав Танрыкуловского сельсовета.
Решением Курганского облисполкома № 190 от 14 мая 1959 года д. Батырбай перечислена из Иванковского сельсовета в состав Танрыкуловского сельсовета.
Решением Курганского облисполкома № 25 от 18 января 1963 года д. Учкулево перечислена из Иванковского сельсовета в состав Танрыкуловского сельсовета.
Указом Президиума Верховного Совета РСФСР от 1 февраля 1963 года образован укрупнённый Щучанский сельский район, в который передан Танрыкуловский сельсовет.
Решением Курганского облисполкома № 267 от 29 июля 1963 года д. Сулейманово переименована в д. Малое Сулейманово.
Решением Курганского облисполкома № 434 от 9 декабря 1963 года п. ф. № 2 Зауральского совхоза переименован в д. Крутой Лог.
Решением Курганского облисполкома № 79 от 24 февраля 1964 года д. Сулейманово и д. Широкова исключены из Танрыкуловского сельсовета как сселившаяся.
Указом Президиума Верховного Совета РСФСР от 3 марта 1964 года Танрыкуловский сельсовет передан в Шумихинский сельский район.
Решением Курганского облисполкома № 107 от 23 марта 1964 года д. Майлык перечислена из Танрыкуловского сельсовета в состав Бороздинского сельсовета.
Указом Президиума Верховного Совета РСФСР от 5 июня 1964 года д. Штаново переименована в д. Алакуль.
Указом Президиума Верховного Совета РСФСР от 12 января 1965 года Шумихинский сельский район разукрупнён. Танрыкуловский сельсовет вошёл в состав вновь образованного Альменевский района,
Решением Курганского облисполкома № 197 от 12 мая 1965 года д. Крутой Лог и д. Поляны перечислены из Юлмановского сельсовета в состав Танрыкуловского сельсовета; д. Подъясово перечислена из Бороздинского сельсовета в состав Танрыкуловского сельсовета; д. Казаккулово, д. Учкулево и д. Алакуль перечислены из Танрыкуловского сельсовета в состав Шариповского сельсовета.
Решением Курганского облисполкома № 80 от 28 феврвля 1966 года д. Казаккулово перечислена из Шариповского сельсовета в состав Танрыкуловского сельсовета.
Решением Курганского облисполкома № 489 от 14 декабря 1971 года д. Гаитово исключена из Танрыкуловского сельсовета как сселившаяся.
Решением Курганского облисполкома № 397 от 3 октября 1973 года д. Поляны перечислена из Танрыкуловского сельсовета в состав Шариповского сельсовета.

## Население
| 1926 | 1989  | 2002  | 2004  | 2010  | 2012  | 2013  |
| ---- | ----- | ----- | ----- | ----- | ----- | ----- |
| 2033 | ↘1872 | ↘1346 | ↗1409 | ↘1186 | ↘1122 | ↘1032 |
| 2014 | 2015  | 2016  | 2017  | 2018  | 2019  | 2020  |
| ↘978 | ↘963  | ↘924  | ↘917  | ↘889  | ↘873  | ↘853  |

## Состав сельского поселения
| № | Населённый пункт | Тип населённого пункта       | Население |
| - | ---------------- | ---------------------------- | --------- |
| 1 | Казаккулово      | деревня                      | ↘142      |
| 2 | Крутой Лог       | деревня                      | ↘113      |
| 3 | Подъясово        | деревня                      | ↘162      |
| 4 | Танрыкулово      | село, административный центр | ↘703      |

Из них трудоспособное население — 623, пенсионеры — 269, детей — 228.
Численность незанятого населения — 190, в том числе состоят на учёте в центре занятости 21 человек. Работают по месту жительства — 99 человек. За пределами сельсовета работают 286 человек
Имеются 333 двора, 330 ЛПХ.
По данным переписи 1926 года в Танрыкуловском сельсовете проживало 2033 чел., в т.ч.
- д. Гаитова 1-я (Сакрыш) 194 чел., в т.ч. башкир 194 чел.
- д. Гаитова 2-я (заимка Цицкарова) 163 чел., в т.ч. русских 162 чел., башкир 1 чел.
- д. Казаккулова (Латкай) 454 чел., в т.ч. башкир 451 чел., русских 3 чел.
- д. Танырыкулово (-а, Курмаш, Таргул) 549 чел., в т.ч. башкир 421 чел., татар 75 чел.
- д. Туйгунова (-н) 176 чел., в т.ч. башкир 176 чел.
- Доброводная заимка (Туйгун) (образована в 1925 г.) 49 чел., в т.ч. русских 49 чел.
- пос. Широковский (образован в 1927 г.) 64 чел., в т.ч. русских 64 чел.
- д. Штанова (Сорочье, Каракульмяк) 384 чел., в т.ч. башкир 200 чел, татар 181 чел.

## Местное самоуправление
Глава Танрыкуловского сельсовета — Шангареев Наиль Фаттахович.
Администрация располагается по адресу: 641141, Курганская область, Альменевский район, с. Танрыкулово, ул. Советская, 10.